# イネス・ド・ラ・フレサンジュ

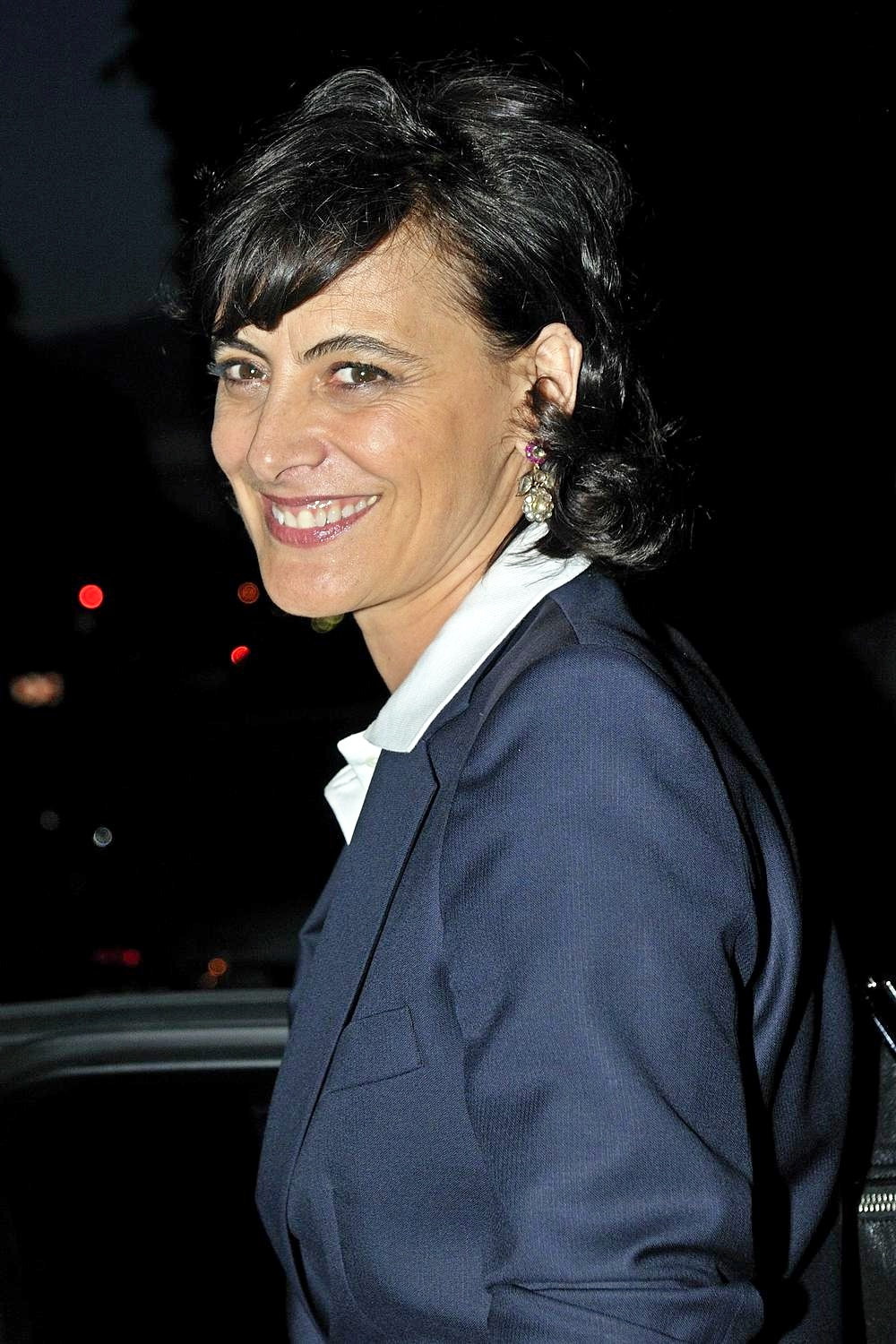
イネス・ド・ラ・フレサンジュ

イネス・ド・ラ・フレサンジュ（Inès de la Fressange、1957年8月11日 - ）は、フランスのファッションモデル、ファッションデザイナー。
現在モデルとしての活動は多くないが、サロン経営やジャン＝ポール・ゴルチエを始めとするブランド・コンサルタントへと活躍の場を広げている。

## 経歴

### 生い立ち
フランスヴァール県サン＝トロペ近郊ガッサンで、フランスの名門貴族の父フレサンジュ伯爵と、アルゼンチン系フランス人でファッションモデルをしていた母の間に生まれる。父方の祖母はユダヤ系アメリカ人で、アメリカの投資銀行ラザードの創業者一族の出身である。

### 「ミューズ」
1983年からシャネルでカール・ラガーフェルドの「ミューズ」として8年近く活躍した。契約期間中、同メゾンのありとあらゆる広告、PR活動、年2回ずつパリで行われるオートクチュール、プレタポルテコレクションの中心に立つ。フランス本国にアメリカ、そして特に日本でド・ラ・フレサンジュをイメージに起用したPRは大きな成功を収め、「元祖スーパーモデル」はイネスとも言われる。
1989年に、フランスの象徴である「マリアンヌ」のモデルに選ばれる。専属契約を結んでいたラガーフェルドは、ド・ラ・フレサンジュにその役割を断るように頼んだが拒否されたため、シャネル社は裁判を起こして専属契約を解除している。

### ブランド設立
1990年に自身の名を冠したファッションブランド「イネス・ド・ラ・フレサンジュ（Inès de la Fressange）」を立ち上げ、パリ8区のモンテーニュ大通りにブティックをオープンした。トップメゾンで自身が長年にわたり接してきた最高の仕事を手ごろな価格で提供して顧客が楽しめるようにするコンセプトのもと、製品をアパレルから雑貨、インテリアまで展開し、販路をアメリカや日本にも広げて成功を博すかたわら、パリコレクションにも企業として参加。

### 離別
同ブランドの経営陣に無断でブランド名をピルケースに使用してフランス全国の薬局で販売したため1999年に解雇となるも、不当解雇を訴える裁判では勝訴する。その後、ド・ラ・フレサンジュの手から離れたブランドは急速に人気を落として経営陣を刷新、ド・ラ・フレサンジュに復帰を申し入れたが断られた。同ブランドは現在、アパレル部門と香水に限定してフランスのみで細々と展開する。

### 私生活
企業人として歩み始めた1990年、イタリアの鉄道会社役員ルイージ・ドゥルソとタラスコンで結婚し、娘2人を授かっている。2006年に夫は心筋梗塞で死去した。

### 現在
夫を心臓病で亡くしたことから、その治療を目的とした「Mécénat Chirurgie Cardiaque」（フランス語版）という団体で活動も行っている。2014年に「ユニクロ×イネス・ド・ラ・フレサンジュ」を開始しており、共同作業者はデザイン・ディレクターの滝沢直己。

## 著書
発行年順。
- Garcin, Anne、Nicod-Klébert, Françoise（フランス語版）共著『Profession, mannequin』（ドノエル出版社（英語版）、1986）、ISBN 2207232468、NCID BA81885688。
- Sagnard, Jérôme. La famille de Sagnard de La Fressange, une famille noble à Saint-Didier-en-Velay (Haute-Loire) de 1627 à nos jours (2000年)[2][3]
- Mairesse, Marianne 共著『Profession mannequin』『Marie-Claire』誌編集部 編、自伝 (Hachette Littératures, 2002年)
  - 日本語訳『イネス—シャネルが愛したスーパー・モデル』香川由利子 訳（ソニーマガジンズ〈ヴィレッジブックス〉、2003年）国立国会図書館書誌ID:000004111231、全国書誌番号:20402836、CRID 1130000795030993920。
- Gachet, Sophie 共著『La Parisienne』 Peverelli, Benoît（フラマリオン（英語版）、2010年）ISBN 9782081244498、CRID 1130282272199545600。
- Gachet, Sophie 共著『Parisian chic : a style guide by Ines de la Fressange with Sophie Gachet』Peverelli, Benoit 挿絵、Lalaurie, Louise Rofers（フラマリオン、2011年）ISBN 9782080200730、CRID 1130282271920080896。
  - 日本語訳。ソフィ・ガシェ 共著『大人のパリ : イネスのおしゃれガイド : 私のルールと行きつけアドレス』高山美奈 訳（集英社、2012年）国立国会図書館書誌ID:023159569、全国書誌番号:22014475、ISBN 9784087734768、CRID 1130282272361829504。
- Ormen-Corpet, Catherine（フランス語版）共著『Un siècle de mode』Tahon, Véronique（Larousse、2012年）ISBN 9782035874559、CRID 1130000793721328384。
  - Ormen-Corpet, Catherine 共著『Un siècle de mode』（Larousse、2018年）ISBN 9782035960726、CRID 1130287351520366472。
- 『イネス・ド・ラ・フレサンジュSTYLE BOOK』T.L.C 編（Team Love Celeb＝VIAF: 313510729）（宝島社、2015年）国立国会図書館書誌ID:026382280、全国書誌番号:22574998。
- Gachet, Sophie 共著『Parisian chic look book : What should I wear today?』Peverelli, Benoît（フラマリオン、2016年）ISBN 9782080202277、CRID 1130282271751845376。
  - 日本語訳。ソフィ・ガシェ 共著『もう、今日着る服で悩まない : パリジェンヌ流おしゃれのレシピ』喜多川美穂 訳（CCCメディアハウス、2017年）国立国会図書館書誌ID:028542332、全国書誌番号:22574998。
- 『Sous les toits de Paris : LES INSPIRATIONS DÉCO D'INES ET MARIN』Montagut, Marin イラスト、Cocano, Claire 写真（フラマリオン、2018年）ISBN 9782081427457, 2081427451。室内装飾--フランス--パリ。
  - 日本語訳『メゾンパリのおしゃれな暮らし : クリエイター15人のユニークな部屋』寺井杏里 訳、クレール・コカノ 写真、マラン・モンタギュ イラスト（ホビージャパン、2024年）国立国会図書館書誌ID:033387564、全国書誌番号:23983295、ISBN 9784798634913、CRID 1130582143385406979。
- De La Fressange, Ines、Uniqlo『Uniqlo×Ines De La Fressange Paris special book』宝島社、2019年、1-8頁。国立国会図書館書誌ID:029520214、全国書誌番号:23178393、30cm。